# Bonito (Mato Grosso do Sul)
Bonito és una ciutat de l'estat brasiler de Mato Grosso do Sul. Per seves esquerdes, brollen rius nets i rics en peixos i coves naturals, com la Gruta do Lago Azul ("Cova del Llac Blau"), és un famós destí de viatges d'ecoturisme.

## Galeria
- Salt d'aigua
- Piraputangas (Brycon hilarii), peix comú en els rius de la regió de Bonito.
- Botiga d'artesania